# Envar

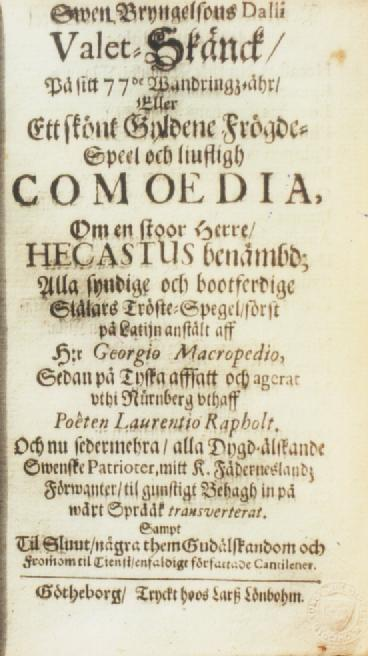
Titelsidan i Sven Dalius svenska översättning från 1681 av Hecastus-versionen.

Envar (holländska Elckerlijc, engelska Everyman), även Spelet om Envar, är ett allegoriskt drama från England eller möjligen Holland som troligtvis skrevs på 1400-talet. De tidigaste kända trycken är från 1520-talet. Det handlar om moralfrågor, där karaktärerna tidstypiskt är personifierade dygder och laster.
Holländaren Macropedius publicerade versionen Hecastus på latin 1539.
Hugo von Hofmannsthal gjorde en kraftig omarbetning av dramat 1911, som sattes upp av Ingmar Bergman på Sveriges Radio som radiopjäs 1956. Till skillnad från det medeltida dramat, är karaktärerna i Hofmannsthals drama riktiga personer.